# 卡爾河
50°3′59.4″N 8°59′29.2″E / 50.066500°N 8.991444°E

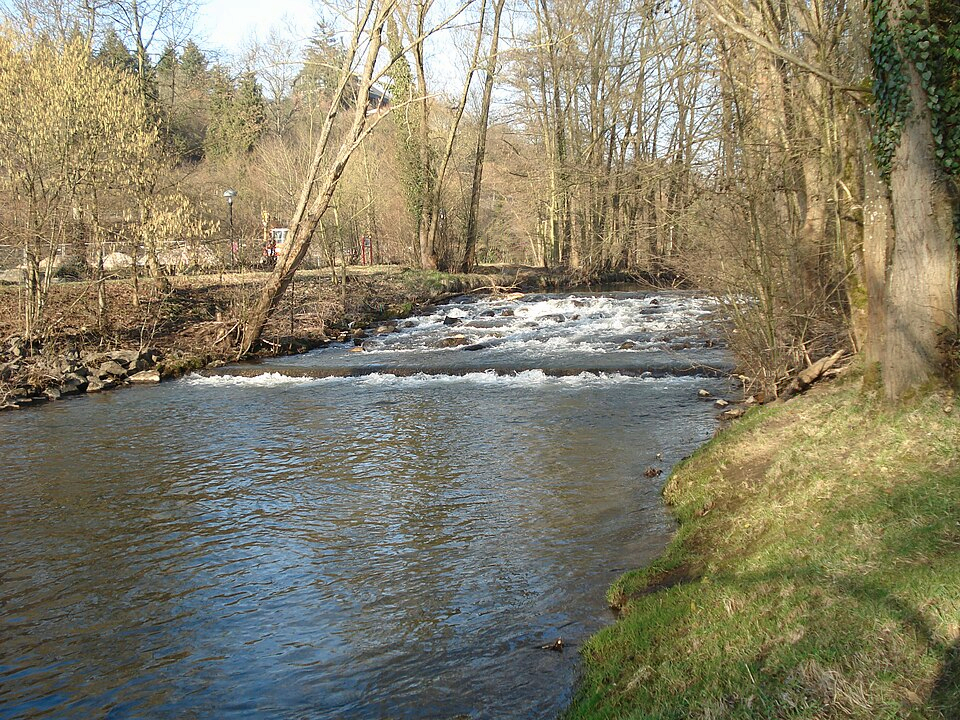

卡爾河（德語：Kahl），是德國的河流，位於該國中部，流經巴伐利亞和黑森州，屬於美因河的右支流，河道全長32.4公里，流域面積198.4平方公里，河口處在美因河畔卡爾附近。